# Rezolucja Rady Bezpieczeństwa ONZ nr 155
Rezolucja Rady Bezpieczeństwa ONZ nr 155 została przyjęta jednomyślnie 24 sierpnia 1960 r.
Po przeanalizowaniu wniosku Cypru o członkostwo w Organizacji Narodów Zjednoczonych, Rada zaleciła Zgromadzeniu Ogólnemu przyjęcie tego państwa do swojego grona.

## Źródło
- UNSCR - Resolution 155